# Lingua haida settentrionale
La Lingua haida settentrionale o Xaad Kil è la lingua parlata da una parte del popolo Haida, stanziati nell'arcipelago Haida Gwaii in Columbia Britannica (Canada). Per alcuni studiosi non si dovrebbe parlare di una vera e propria lingua, ma di un dialetto della lingua haida, mentre per altri l'haida sarebbe un macrolinguaggio formato da due lingue: l'haida settentrionale (codice linguistico internazionale [hdn]) e l'haida meridionale ([hax]).
Si tratta di una lingua in gravissimo pericolo d'estinzione, in quanto, su una popolazione etnica di 4550 persone, solo 17 la parlavano ancora nel 2014, e tutti avevano un'età superiore ai 50 anni. Come per quasi tutte le lingue amerinde della costa nord-occidentale del Pacifico, anche l'haida soffre del fenomeno della deriva linguistica verso l'inglese.